# 달서구 병
달서구 병은 대한민국의 국회의원 선거구이다.
대구광역시 달서구 지역 중 성서권과 월배권을 제외하고, 중구 도심권과 상대적으로 가까운 달서구 동부 지역을 관할한다. 현 지역구 국회의원은 국민의힘의 권영진이다.

## 역사
달서구의 지속적인 인구 증가로 인해 2004년 대한민국 제17대 국회의원 선거를 앞두고 달서구 갑과 달서구 을의 일부 지역을 편입하여 신설되었다. 신설 당시 감삼동, 두류동, 본리동, 성당동, 본동, 송현동 일대를 관할하게 되었다.

## 관할 구역
| 대수        | 관할 구역                                                                                  |
| ----------- | ------------------------------------------------------------------------------------------ |
| 17대 ~ 19대 | 달서구 성당1동, 성당2동, 두류1동, 두류2동, 두류3동, 본리동, 감삼동, 송현1동, 송현2동, 본동 |
| 20대 ~ 현재 | 달서구 성당동, 두류1·2동, 두류3동, 본리동, 감삼동, 송현1동, 송현2동, 본동                  |

## 역대 국회의원
| 선거   | 정당 | 정당       | 의원   |
| ------ | ---- | ---------- | ------ |
| 2004년 |      | 한나라당   | 김석준 |
| 2008년 |      | 친박연대   | 조원진 |
| 2012년 |      | 새누리당   | 조원진 |
| 2016년 |      | 새누리당   | 조원진 |
| 2020년 |      | 미래통합당 | 김용판 |
| 2024년 |      | 국민의힘   | 권영진 |

## 역대 선거 결과

### 대한민국 제17대 국회의원 선거
|  | 64.81% |

|  | 22.69% |

|  | 6.19% |

|  | 4.33% |

|  | 1.14% |

|  | 0.80% |

### 대한민국 제18대 국회의원 선거
|  | 49.23% |

|  | 47.72% |

|  | 3.03% |

### 대한민국 제19대 국회의원 선거
|  | 74.77% |

|  | 25.22% |

### 대한민국 제20대 국회의원 선거
|  | 66.24% |

|  | 23.98% |

|  | 9.76% |

### 대한민국 제21대 국회의원 선거
|  | 55.79% |

|  | 27.61% |

|  | 15.08% |

|  | 0.91% |

|  | 0.58% |

### 대한민국 제22대 국회의원 선거
|  | 67.08% |

|  | 16.82% |

|  | 16.08% |